# Toujane
Toujane (em árabe: توجان) é uma  aldeia montanhosa berbere no sul da Tunísia, situada na província de Gabès perto da cidade de Médenine, dividida em duas partes por um vale.